# البيدروسو
البيدروسو (بالإسبانية: El Pedroso)‏ هي بلدية إسبانية تقع في سفوح جبال سييرا نورتي في مقاطعة إشبيلية في الأندلس. إحداثياتها الجغرافية هي 37º 50' شمالاً و5º 45' غربًا. تقع على ارتفاع 413 مترًا و65.9 كيلو مترًا من العاصمة إشبيلية. وتُشكل جزءًا من الحديقة الطبيعية في سييرا نورتي دي إشبيلية.